# Hyloniscus kapaoniscus
Hyloniscus kapaoniscus is een pissebed uit de familie Trichoniscidae. De wetenschappelijke naam van de soort is voor het eerst geldig gepubliceerd in 1960 door Buturovic.